# Prenantia firmata
Prenantia firmata är en mossdjursart som först beskrevs av Campbell Easter Waters 1887.  Prenantia firmata ingår i släktet Prenantia och familjen Smittinidae. Inga underarter finns listade i Catalogue of Life.